# Metasociologie
Metasociologie je teoretické zkoumání, jehož předmětem je sociologie sama. Zkoumá její povahu a metodologii, tedy systematicky vytváří, formuluje a řadí metody sociologie, posuzuje přednosti a nedostatky různých metod, diskutuje vhodnost metod pro daný účel nebo zkoumání. Je nutné odlišit předmětnou oblast sociologie, která zkoumá společnost a jednotlivé segmenty společnosti od této poznávací oblasti, která pouze teoreticky rozděluje metody zkoumání.
Všeobecně složeniny s předponou „meta“ se obvykle používají v logice a v logice vědy (zavedl Aristoteles). S pojmem metasociologie poprvé přišel sociolog Paul Hanly Furfey ve 20. století. Dle Furfeyho předpona meta znamená jdoucí dále. To se dá vysvětlit tak, že metasociologie překračuje hranice tradiční sociologie a jde více do hloubky za účelem poznání, aby pochopila pravou podstatu sociologie.

## Meta-systémy
Metasociologie je odvozena od tzv. metasystémů.  Jsou to systémy, které popisují a zobecňují metody a analýzy v konkrétních oblastech. Každá oblast na ně nahlíží jinak.
1. V ekonomii: metasystémy jsou chápány, jako obecná ekonomie, na rozdíl od jiných omezených oblastí ekonomie
2. V matematice, psychologii a biologii: metasystémy se snaží najít konzistentní hodnoty, jelikož v těchto oblastech se hodnoty neustále aktualizují. Na základě nalezení těchto hodnot můžeme například měřit pravděpodobnost
3. Studia kultury a sociologie: systém je díky tomu více produktivní a životaschopný, sleduje i ekosystémy, prostředí nebo biologické procesy, díky nimž hledají společné rysi v dané oblasti

## Jiné obory s předponou meta
- Metafyzika – Úzce souvisí s ontologií (nauka o jsoucnu), neboť zkoumala veškeré bytí. To vedlo i k rozvoji např. přírodních věd či logiky (antické Řecko – přišel s ní Aristoteles)
- Metaetika – Jejím hlavním cílem je objasnění smyslu základních mravních pojmů a tím dojít ke správnosti soudů.
- Metapsychologie – Je aspekt jakékoliv psychologické teorie, která odkazuje na strukturu samotné teorie.

## Členění metasociologie
1. Teoretické zkoumání - Zkoumání především gnoseologického charakteru, v nichž jde o poznávací hodnotu a poznávací procedury sociologie, výstavba sociologie jako vědy, tvorba pojmů a terminologie.
2. Sociolingvistická zkoumání - Jde zde o jazyk sociologie a jeho vztah k běžnému jazyku.
3. Etická zkoumání - Zabývá se problémem hodnot a hodnocení v sociologii
4. Psychologické zkoumání - Vztah mezi poznáním sociologické skutečnosti na úrovni běžného vědomí a na úrovni teoretického výkladu.
5. Ekonomické zkoumání - Jde zde o bezprostřední a zprostředkované ekonomické efekty sociologického poznání.
6. Sociologie sociologie - Zkoumá sociální funkci sociologie a její institucionální a skupinovou strukturu a infrastruktura.

V jistém smyslu lze do metasociologie zařadit i vývoj sociologie, tedy dějiny sociologie.

## Využití metasociologie
Podle názoru sociologů Ellswortha Fuhrmana a Williama Snizeka, by měla být metasociologie podporována. Metasociologické diskuse jsou důležité, protože nám umožňují vidět názory na naši práci, a tak kriticky zhodnotit různé teoretické a metodologické náměty, které jsou základem naší disciplíny. To neznamená, že by se metasociologie měla stát jediným nebo hlavním předmětem činnosti disciplíny, ale ignorovat ji také není správné.
Metasociologie nám pomáhá pochopit rozdílné metasociologické prvky, které výzkumy provádějí ve dvou různých, ale souvisejících cestách.
1. Pro určitou zvolenou teorii nebo metodu, lze pomocí metasociologické analýzy odhalit soubor základních předpokladů a předpokladů o konkrétních vědeckých praktikách.
2. Metasociologická volba velmi často odhaluje něco, co si myslí výzkumník o studovaném člověku a o vztazích veřejnosti.

## Negativní pohled na metasociologii
Metasociologie je příležitostně znevažována současnými sociologickými teoretiky, jako je například Stephen Cole nebo Hubert Morse Blalock. Argumentují, že sociologická teorie by měla být o vytvoření příležitostných nebo podobných typových tvrzení o sociálním světě. Metasociologie je kritizována za to, že není vědou a že se nepodílí na rozvoji sociologie jako vědy. Tito sociologové mají za to, že „ dobrá“ sociologie nepotřebuje metasociologii a nemůže se rozvíjet jako věda prostřednictvím jejího použití. Ale pokud je sociologie o sociálním světě a metasociologie o sociologii, pak zjevně vyplývá, že metasociologie je to samé jako sociologie.